# Ryan Gravenberch
Ryan Jiro Gravenberch (Amsterdã, 16 de maio de 2002) é um futebolista neerlandês que atua como meio-campista. Atualmente joga no Liverpool.

## Carreira

### Ajax
Em 7 de junho de 2018, Gravenberch assinou seu primeiro contrato como profissional com o Ajax, com uma duração de três anos, até 2021. Em 24 de agosto de 2018, estreou profissionalmente na Eerste Divisie, na vitória por 5–2 sobre o Dordrecht.
Estreou com a equipe principal do Ajax em 23 de setembro de 2018, na derrota por 3–0 contra o PSV Eindhoven pela Eredivisie. Gravenberch tornou-se o jogador mais jovem do Ajax a jogar na Eredivisie, aos 16 anos e 130 dias, superando o recorde de 16 anos e 242 dias estabelecido por Clarence Seedorf.
Em 26 de setembro de 2018, marcou seu primeiro gol na vitória por 7–0 sobre o HVV Te Werve pela Copa KNVB. Gravenberch tornou-se o jogador mais jovem a marcar um gol pelo Ajax, aos 16 anos e 133 dias.
Pelo Ajax, o meio-campista foi tricampeão holandês (2019, 2020 e 2021) e conquistou duas Copa dos Países Baixos (2019 e 2021). Ele disputou 103 partidas oficiais pelo Ajax, onde marcou doze gols.

### Bayern de Munique
Em 13 de junho de 2022 o Bayern de Munique assinou um contrato até 2027 com Gravenberch, comprado por 18,5 milhões de euros (cerca de 98,62 milhões de reais) mais 5,5 milhões de euros (aproximadamente de 29,32 milhões de reais) em variáveis.Em 5 de agosto de 2022, ele fez sua estreia na Bundesliga, entrando como substituto de Marcel Sabitzer em uma partida contra o Eintracht Frankfurt.
Gravenberch terminou sua primeira temporada com grande número de jogos da equipa na Bundesliga em 2022–23, fazendo 24 jogos no total e jogando 559 minutos. Ele foi escalado como titular em três dessas aparições e 21 ocasiões como suplente.Ele fez 33 jogos em todas as competições ao longo da temporada, mas apenas seis foram como titular e apenas uma vez ele completou os 90 minutos.

### Liverpool
Em 1 de setembro de 2023, no último dia da janela de transferências da Premier League, Gravenberch assinou com o Liverpool em um contrato de cinco anos. A taxa, oficialmente não divulgada, foi relatada como €40 milhões. Em 16 de setembro, Gravenberch fez sua estreia pelo Liverpool, entrando como substituto na prorrogação para substituir Mohamed Salah no 93º minuto de uma vitória fora de casa na Premier League contra o Wolverhampton Wanderers. Em 21 de setembro, Gravenberch fez um passe longo para a área para ajudar Luis Diaz, sua primeira assistência pelo Liverpool, durante uma vitória na fase de grupos da Europa League contra o LASK, na qual seu time venceu por 3 a 1. Em 5 de outubro, Gravenberch marcou seu primeiro gol pelo Liverpool em uma vitória por 2 a 0 contra a Union Saint-Gilloise na UEFA Europa League. Gravenberch iniciou diversos jogos na Premier League em outubro e novembro de 2023 devido à ausência do titular regular Curtis Jones por suspensão e depois lesão.

## Carreira Internacional
Gravenberch é um jovem internacional pela Holanda. Aos 16 anos, jogou pela seleção holandesa sub-19 Holanda Sub-19 em uma derrota por 4 a 1 amistoso para a seleção inglesa sub-19 Inglaterra Sub-19 em 5 de setembro de 2018.
Ele foi convocado para a seleção principal da Holanda em novembro de 2020.  Ele fez sua estreia em 24 de março de 2021 em uma eliminatória da Copa do Mundo contra a Turquia. Em 6 de junho de 2021, Gravenberch marcou um gol em um amistoso internacional contra a Geórgia, onde a Holanda venceu por 3 a 0.
Em 4 de setembro de 2023, dias após assinar com o Liverpool, Gravenberch recusou uma convocação para a Seleção Holandesa Sub-21 para a campanha de qualificação para o Campeonato Europeu. A equipe confirmou que sua ausência foi uma escolha para "se concentrar em seu novo clube", com o técnico nacional Ronald Koeman e o técnico do Sub-21 Michael Reiziger condenando a decisão.

## Estatísticas
Atualizado até 28 de março de 2020

### Clubes
| Equipe            | Temporada         | Campeonato nacional | Campeonato nacional | Campeonato nacional | Copa nacional | Copa nacional | Copa nacional | Competições continentais | Competições continentais | Competições continentais | Total | Total | Total   |
| Equipe            | Temporada         | Jogos               | Gols                | Assist.             | Jogos         | Gols          | Assist.       | Jogos                    | Gols                     | Assist.                  | Jogos | Gols  | Assist. |
| ----------------- | ----------------- | ------------------- | ------------------- | ------------------- | ------------- | ------------- | ------------- | ------------------------ | ------------------------ | ------------------------ | ----- | ----- | ------- |
| Ajax II           | 2018–19           | 27                  | 2                   | 9                   | –             | –             | –             | –                        | –                        | –                        | 27    | 2     | 9       |
| Ajax II           | 2019–20           | 17                  | 6                   | 2                   | –             | –             | –             | –                        | –                        | –                        | 17    | 6     | 2       |
| Ajax II           | Total             | 44                  | 8                   | 11                  | –             | –             | –             | –                        | –                        | –                        | 44    | 8     | 11      |
| Ajax              | 2018–19           | 1                   | 0                   | 0                   | 1             | 1             | 0             | 0                        | 0                        | 0                        | 2     | 1     | 0       |
| Ajax              | 2019–20           | 9                   | 2                   | 0                   | 2             | 1             | 0             | 1                        | 0                        | 0                        | 12    | 3     | 0       |
| Ajax              | Total             | 10                  | 2                   | 0                   | 3             | 2             | 0             | 1                        | 0                        | 0                        | 14    | 4     | 0       |
| Total na carreira | Total na carreira | 54                  | 10                  | 11                  | 3             | 2             | 0             | 1                        | 0                        | 0                        | 58    | 12    | 11      |

## Títulos
Ajax
- Copa dos Países Baixos: 2018–19
- Eredivisie: 2018–19

Bayern de Munique
- Bundesliga: 2022–23

Liverpool
- Copa da Liga Inglesa: 2023–24
- Premier League: 2024–25[23]

Países Baixos
- Campeonato Europeu Sub-17: 2018

### Prêmios individuais
- 60 jovens promessas do futebol mundial de 2019 (The Guardian)[24]
- Revelação do Futebol Neerlandês do Ano: 2020–21